# Matriu simplèctica
En matemàtiques, una matriu simplèctica és una matriu M 2n×2n a entrades reals que satisfà la condició

| {\displaystyle M^{\text{T}}\Omega M=\Omega \,}, | \| \| \| \| \| \| \| \| | (1) |
|                                                 |                         |     |
|                                                 |                         |     |
on MT denota la transposada de M, i Ω és una matriu invertible antisimètrica 2n×2n. Aquesta definició es pot ampliar a matrius 2n×2n amb entrades en altres cossos, com per exemple els complexos.
Típicament, s'escull Ω que sigui la matriu per blocs
{\displaystyle \Omega ={\begin{pmatrix}0&\vline &I_{n}\\\hline -I_{n}&\vline &0\\\end{pmatrix}}}
on In és la matriu identitat n×n. La matriu Ω té determinant +1 i la seva inversa és Ω−1 = ΩT = −Ω.
Tota matriu simplèctica té determinant unitat, i les matrius simplèctiques 2n×2n a entrades reals formen un subgrup del grup lineal especial SL(2n, R) amb el producte de matrius, en concret un grup de Lie real connex no compacte de dimensió real n(2n + 1), el grup simplèctic Sp(2n, R). El grup simplèctic es pot definir com el conjunt de transformacions lineals que conserven la forma simplèctica d'un espai vectorial simplèctic real.
Un exemple d'un grup de matrius simplèctiques és el grup de les tres matrius simplèctiques 2×2 constents de la matriu identitat, la matriu triangular superior i la matriu triangular inferior, totes amb entrades 0 i 1.

## Propietats
Tota matriu simplèctica és invertible, i la matriu inversa ve donada per
{\displaystyle M^{-1}=\Omega ^{-1}M^{\text{T}}\Omega }.
Addicionalment, el producte de dues matrius simplèctiques és de nou, una matriu simplèctica. Això fa que el conjunt de totes les matrius simplèctiques tingui una estructura de grup. Existeix una estructura natural de varietat, el que fa que aquest grup esdevingui un grup de Lie (real o complex), anomenat grup simplèctic.
A partir de la definició, és fàcil veure que el determinant de qualsevol matriu simplèctica és ±1. De fet, el determinant sempre és +1. Una manera de veure-ho és utilitzar el pfaffià i la identitat
{\displaystyle {\mbox{Pf}}(M^{\text{T}}\Omega M)=\det(M){\mbox{Pf}}(\Omega )}.
Com que {\displaystyle M^{\text{T}}\Omega M=\Omega } i {\displaystyle {\mbox{Pf}}(\Omega )\neq 0}, tenim que det(M) = 1.
Suposem que Ω està donada en forma estàndard, i sigui M una matriu per blocs 2n×2n donada per
{\displaystyle M={\begin{pmatrix}A&\vline &B\\\hline C&\vline &D\end{pmatrix}}}
on A, B, C, D són matrius n×n. La condició que M sigui simplèctica és equivalent a les condicions
{\displaystyle A^{\text{T}}D-C^{\text{T}}B=I},
{\displaystyle A^{\text{T}}C=C^{\text{T}}A},
{\displaystyle D^{\text{T}}B=B^{\text{T}}D}.
Quan n = 1, aquestes condicions es redueixen a det(M) = 1. Per tant, una matriu 2×2 és simplèctica si i només si té determinant unitari.
Amb Ω en forma estàndard, la inversa de M ve donada per
{\displaystyle M^{-1}=\Omega ^{-1}M^{\text{T}}\Omega ={\begin{pmatrix}D^{\text{T}}&-B^{\text{T}}\\-C^{\text{T}}&A^{\text{T}}\end{pmatrix}}}.
El grup té dimensió n(2n + 1). Això es pot veure notant que la condició de grup implica que
{\displaystyle \Omega M^{\text{T}}\Omega M=-I};
això dona equacions de la forma
{\displaystyle -\delta _{ij}=\sum _{k=1}^{n}m_{k,i+n}m_{n+k,j}-m_{n+k,i+n}m_{n,j}-m_{k,i}m_{n+k,j}+m_{k,i}m_{k,j}}
on {\displaystyle m_{ij}} és l'i,j-sim element de M. La suma és antisimètrica respecte als índexs i,j, i com que el primer membre és 0 quan i és diferent de j, això deixa n(2n-1) equacions independents.

## Transformacions simplèctiques
En la formulació abstracta de l'àlgebra lineal, hom substitueix les matrius per transformacions lineals d'espais vectorials de dimensió finita. L'anàleg abstracte d'una matriu simplèctica és una transformació simplèctica d'un espai vectorial simplèctic. Breument, un espai vectorial simplèctic és un espai vectorial V de dimensió 2n equipat amb una forma bilineal ω antisimètrica i no degenerada, anomenada forma simplèctica.
Una transformació simplèctica és, doncs, una transformació lineal L : V → V que conserva ω, és a dir,
{\displaystyle \omega (Lu,Lv)=\omega (u,v)}.
Si es fixa una base de V, hom pot escriure ω com una matriu Ω i L com una matriu M. La condició de què L sigui una transformació simplèctica es tradueix, precisament, en què M sigui una matriu simplèctica:
{\displaystyle M^{\text{T}}\Omega M=\Omega }.
En el cas d'un canvi de base, representat per una matriu A, tenim
{\displaystyle {\begin{aligned}\Omega &\mapsto A^{\text{T}}\Omega A\\M&\mapsto A^{-1}MA.\end{aligned}}}
Sempre es pot fer que Ω torni a la forma estàndard vista a la introducció o a la forma diagonal per blocs mitjançant una elecció adequada de A.

## La matriu Ω
Les matrius simplèctiques es defineixen amb relació a una matriu antisimètrica invertible Ω fixada. Com s'ha vist en la secció anterior, es pot interpretar que Ω és una representació en coordenades d'una forma bilineal antisimètrica no degenerada. Un resultat bàsic d'àlgebra lineal estableix que dues matrius qualssevol d'aquestes característiques difereixen l'una de l'altra només per un canvi de base.
 L'alternativa més freqüent a la forma estàndard de Ω és la forma diagonal per blocs
{\displaystyle \Omega ={\begin{pmatrix}{\begin{array}{cc|}0&1\\-1&0\\\hline \end{array}}&&0\\&\ddots &\\0&&{\begin{array}{|cc}\hline 0&1\\-1&0\end{array}}\end{pmatrix}}}.
Aquesta elecció només difereix de l'anterior en una permutació dels vectors de la base.
De vegades s'utilitza la notació J en comptes de Ω per a la matriu antisimètrica. Això resulta ser una notació desafortunada, ja que pot portar a confusió amb la noció d'una estructura complexa, que acostuma a tenir la mateixa expressió en coordenades que Ω però representa una estructura ben diferent. Una estructura complexa J és la representació en coordenades d'una transformació lineal el quadrat de la qual és −1, mentre que Ω és la representació en coordenades d'una forma bilineal antisimètrica no degenerada. Hom podria escollir fàcilment bases en les quals J no fos antisimètrica o Ω no tingués quadrat igual a −1.
Donada una estructura hermítica sobre un espai vectorial, J i Ω estan relacionades per
{\displaystyle \Omega _{ab}=-g_{ac}{J^{c}}_{b}},
on {\displaystyle g_{ac}} és la mètrica. El fet que J i Ω acostumin a tenir la mateixa representació en coordenades (llevat de signe) és una conseqüència del fet que, habitualment, la mètrica g és la matriu identitat.

## Diagonalització i descomposició
- Per a qualsevol matriu simplèctica real S definida positiva, existeix una matriu U de U(2n,R) tal que

{\displaystyle S=U^{\text{T}}DU\quad {\text{per}}\quad D=\operatorname {diag} (\lambda _{1},\ldots ,\lambda _{n},\lambda _{1}^{-1},\ldots ,\lambda _{n}^{-1})},
on els elements de la diagonal de D són els valors propis de S.
- Tota matriu simplèctica real S admet una descomposició polar[1] de la forma:

{\displaystyle S=UR\quad {\text{per}}\quad U\in \operatorname {U} (2n,\mathbb {R} )\,{\text{ i }}R\in \operatorname {Sp} (2n,\mathbb {R} )\cap \operatorname {Sim} _{+}(2n,\mathbb {R} )}.
- Tota matriu simplèctica real es pot descompondre com el producte de tres matrius:

{\displaystyle S=O{\begin{pmatrix}D&0\\0&D^{-1}\end{pmatrix}}O'},
tals que O i O' són ambdues simplèctiques i ortogonals, i D és definida positiva i diagonal. Aquesta descomposició està íntimament lligada a la descomposició en valors singulars d'una matriu, i es coneix com descomposició d'Euler o descomposició de Bloch-Messiah.

## Matrius complexes
Si M és una matriu de dimensió 2n×2n a entrades complexes (en comptes de reals, com a la introducció), la definició no és uniforme en la literatura. Molts autors ajusten la definició anterior a

| {\displaystyle M^{*}\Omega M=\Omega \,}. | \| \| \| \| \| \| \| \| | (2) |
|                                          |                         |     |
|                                          |                         |     |
on M* denota la matriu transposada conjugada de M. En aquest cas, el determinant pot no ser 1, però sempre té valor absolut 1. En el cas 2×2 (n=1), M és el producte d'una matriu simplèctica real i un nombre complex de valor absolut 1.
Altres autors mantenen la definició (1) per a matrius complexes i anomenen simplèctiques conjugades a les matrius que satisfan (2).